# Список астероїдів (3901—4000)
| Назва                                      | Тимчасове позначення | Дата відкриття    | Місце відкриття                      | Відкривач                                                                |
| ------------------------------------------ | -------------------- | ----------------- | ------------------------------------ | ------------------------------------------------------------------------ |
| 3901 Нанкіндасюе (Nanjingdaxue)            | 1958 GQ              | 7 квітня 1958     | Обсерваторія Цзицзіньшань            | Обсерваторія Червона Гора                                                |
| 3902 Йорітомо (Yoritomo)                   | 1986 AL              | 14 січня 1986     | Обсерваторія Карасуяма               | Шіґеру Інода, Такеші Урата                                               |
| 3903 Климент Охридський (Kliment Ohridski) | 1987 SV2             | 20 вересня 1987   | Смолян                               | Ерік Вальтер Ельст                                                       |
| 3904 Хонда (Honda)                         | 1988 DQ              | 22 лютого 1988    | Обсерваторія Сайдинг-Спрінг          | Роберт Макнот                                                            |
| 3905 Доплер (Doppler)                      | 1984 QO              | 28 серпня 1984    | Обсерваторія Клеть                   | Антонін Мркос                                                            |
| 3906 Чао (Chao)                            | 1987 KE1             | 31 травня 1987    | Паломарська обсерваторія             | Керолін Шумейкер                                                         |
| 3907 Кілмартін (Kilmartin)                 | A904 PC              | 14 серпня 1904    | Обсерваторія Гейдельберг-Кеніґштуль  | Макс Вольф                                                               |
| 3908 Нікс (Nyx)                            | 1980 PA              | 6 серпня 1980     | Обсерваторія Ла-Сілья                | Ганс-Еміль Шустер                                                        |
| 3909 Ґладіс (Gladys)                       | 1988 JD1             | 15 травня 1988    | Станція Андерсон-Меса                | Кеннетт Цайґлер                                                          |
| 3910 Ліст (Liszt)                          | 1988 SF              | 16 вересня 1988   | Обсерваторія Верхнього Провансу      | Ерік Вальтер Ельст                                                       |
| 3911 Отомо (Otomo)                         | 1940 QB              | 31 серпня 1940    | Обсерваторія Гейдельберг-Кеніґштуль  | К. В. Райнмут                                                            |
| 3912 Троя (Troja)                          | 1988 SG              | 16 вересня 1988   | Обсерваторія Верхнього Провансу      | Ерік Вальтер Ельст                                                       |
| 3913 Чемін (Chemin)                        | 1986 XO2             | 2 грудня 1986     | Коссоль                              | CERGA                                                                    |
| 3914 Котогахама (Kotogahama)               | 1987 SE              | 16 вересня 1987   | Обсерваторія Ґейсей                  | Тсутому Секі                                                             |
| 3915 Фукусіма (Fukushima)                  | 1988 PA1             | 15 серпня 1988    | Обсерваторія Кітамі                  | Масаюкі Янаї, Кадзуро Ватанабе                                           |
| 3916 Мева (Maeva)                          | 1981 QA3             | 24 серпня 1981    | Обсерваторія Ла-Сілья                | Анрі Дебеонь                                                             |
| 3917 Франц Шуберт (Franz Schubert)         | 1961 CX              | 15 лютого 1961    | Обсерваторія Карла Шварцшильда       | Ф. Бернґен                                                               |
| 3918 Брель (Brel)                          | 1988 PE1             | 13 серпня 1988    | Обсерваторія Верхнього Провансу      | Ерік Вальтер Ельст                                                       |
| 3919 Меніенінг (Maryanning)                | 1984 DS              | 23 лютого 1984    | Обсерваторія Ла-Сілья                | Анрі Дебеонь                                                             |
| 3920 Aubignan                              | 1948 WF              | 28 листопада 1948 | Королівська обсерваторія Бельгії     | Сильвен Арен                                                             |
| 3921 Клементьєв (Klementʹev)               | 1971 OH              | 19 липня 1971     | КрАО                                 | Б. Бурнашова                                                             |
| 3922 Хезер (Heather)                       | 1971 SP3             | 26 вересня 1971   | Астрономічна станція Серро Ель Робле | Карлос Торрес                                                            |
| 3923 Радзієвський (Radzievskij)            | 1976 SN3             | 24 вересня 1976   | КрАО                                 | Черних Микола Степанович                                                 |
| 3924 Бірк (Birch)                          | 1977 CU              | 11 лютого 1977    | Паломарська обсерваторія             | Едвард Бовелл, Чарльз Коваль                                             |
| 3925 Третьяков (Tretʹyakov)                | 1977 SS2             | 19 вересня 1977   | КрАО                                 | Журавльова Людмила Василівна                                             |
| 3926 Рамірес (Ramirez)                     | 1978 VQ3             | 7 листопада 1978  | Паломарська обсерваторія             | Е. Гелін, Ш. Дж. Бас                                                     |
| 3927 Фелісіяплатт (Feliciaplatt)           | 1981 JA2             | 5 травня 1981     | Паломарська обсерваторія             | Керолін Шумейкер, Юджин Шумейкер                                         |
| 3928 Ранда (Randa)                         | 1981 PG              | 4 серпня 1981     | Ціммервальдська обсерваторія         | Пауль Вільд                                                              |
| 3929 Кармельмарія (Carmelmaria)            | 1981 WG9             | 16 листопада 1981 | Пертська обсерваторія                | Пітер Джейкабсонс                                                        |
| 3930 Василів (Vasilev)                     | 1982 UV10            | 25 жовтня 1982    | КрАО                                 | Журавльова Людмила Василівна                                             |
| 3931 Баттен (Batten)                       | 1984 EN              | 1 березня 1984    | Станція Андерсон-Меса                | Едвард Бовелл                                                            |
| 3932 Едшей (Edshay)                        | 1984 SC5             | 27 вересня 1984   | Паломарська обсерваторія             | Майкл Нолан, Керолін Шумейкер                                            |
| 3933 Португалія (Portugal)                 | 1986 EN4             | 12 березня 1986   | Обсерваторія Ла-Сілья                | Річард Вест                                                              |
| 3934 Туве (Tove)                           | 1987 DF1             | 23 лютого 1987    | Обсерваторія Брорфельде              | Поуль Єнсен, Карл Авґустесен, Ганс Фоґ Олсен                             |
| 3935 Тоатеммонґаккай (Toatenmongakkai)     | 1987 PB              | 14 серпня 1987    | Обсерваторія Ґейсей                  | Тсутому Секі                                                             |
| 3936 Ельст (Elst)                          | 2321 T-3             | 16 жовтня 1977    | Паломарська обсерваторія             | Корнеліс Йоханнес ван Хаутен, Інгрід ван Хаутен-Груневельд, Том Герельс. |
| 3937 Бретаньон (Bretagnon)                 | 1932 EO              | 14 березня 1932   | Обсерваторія Гейдельберг-Кеніґштуль  | К. В. Райнмут                                                            |
| 3938 Чапронт (Chapront)                    | 1949 PL              | 2 серпня 1949     | Обсерваторія Гейдельберг-Кеніґштуль  | К. В. Райнмут                                                            |
| 3939 Хурухата (Huruhata)                   | 1953 GO              | 7 квітня 1953     | Обсерваторія Гейдельберг-Кеніґштуль  | К. В. Райнмут                                                            |
| 3940 Ларіон (Larion)                       | 1973 FE1             | 27 березня 1973   | КрАО                                 | Журавльова Людмила Василівна                                             |
| 3941 Гайдн (Haydn)                         | 1973 UU5             | 27 жовтня 1973    | Обсерваторія Карла Шварцшильда       | Ф. Бернґен                                                               |
| 3942 Чуріваннія (Churivannia)              | 1977 RH7             | 11 вересня 1977   | КрАО                                 | Черних Микола Степанович                                                 |
| 3943 Зільберман (Silbermann)               | 1981 RG1             | 3 вересня 1981    | Обсерваторія Карла Шварцшильда       | Ф. Бернґен                                                               |
| 3944 Холідей (Halliday)                    | 1981 WP1             | 24 листопада 1981 | Станція Андерсон-Меса                | Едвард Бовелл                                                            |
| 3945 Герасименко (Gerasimenko)             | 1982 PL              | 14 серпня 1982    | КрАО                                 | Черних Микола Степанович                                                 |
| 3946 Шор (Shor)                            | 1983 EL2             | 5 березня 1983    | КрАО                                 | Карачкіна Людмила Георгіївна                                             |
| 3947 Сведенборґ (Swedenborg)               | 1983 XD              | 1 грудня 1983     | Станція Андерсон-Меса                | Едвард Бовелл                                                            |
| 3948 Бор (Bohr)                            | 1985 RF              | 15 вересня 1985   | Обсерваторія Брорфельде              | Поль Єнсен                                                               |
| 3949 Мах (Mach)                            | 1985 UL              | 20 жовтня 1985    | Обсерваторія Клеть                   | Антонін Мркос                                                            |
| 3950 Йосіда (Yoshida)                      | 1986 CH              | 8 лютого 1986     | Обсерваторія Карасуяма               | Шіґеру Інода, Такеші Урата                                               |
| 3951 Цікікі (Zichichi)                     | 1986 CK1             | 13 лютого 1986    | Обсерваторія Сан-Вітторе             | Обсерваторія Сан-Вітторе                                                 |
| 3952 Руссельмарк (Russellmark)             | 1986 EM2             | 14 березня 1986   | Смолян                               | Болгарська Національна обсерваторія                                      |
| 3953 Перт (Perth)                          | 1986 VB6             | 6 листопада 1986  | Станція Андерсон-Меса                | Едвард Бовелл                                                            |
| 3954 Мендельсон (Mendelssohn)              | 1987 HU              | 24 квітня 1987    | Обсерваторія Карла Шварцшильда       | Ф. Бернґен                                                               |
| 3955 Брукнер (Bruckner)                    | 1988 RF3             | 9 вересня 1988    | Обсерваторія Карла Шварцшильда       | Ф. Бернґен                                                               |
| 3956 Каспар (Caspar)                       | 1988 VL1             | 3 листопада 1988  | Обсерваторія Брорфельде              | Поуль Єнсен                                                              |
| 3957 Суґіе (Sugie)                         | 1933 OD              | 24 липня 1933     | Обсерваторія Гейдельберг-Кеніґштуль  | К. В. Райнмут                                                            |
| 3958 Комендантов (Komendantov)             | 1953 TC              | 10 жовтня 1953    | Сімеїз                               | Пелагея Шайн                                                             |
| 3959 Ірвін (Irwin)                         | 1954 UN2             | 28 жовтня 1954    | Обсерваторія Ґете Лінка              | Університет Індіани                                                      |
| 3960 Чалюб'єчжу (Chaliubieju)              | 1955 BG              | 20 січня 1955     | Обсерваторія Цзицзіньшань            | Обсерваторія Червона Гора                                                |
| 3961 Артуркокс (Arthurcox)                 | 1962 OB              | 31 липня 1962     | Обсерваторія Ґете Лінка              | Університет Індіани                                                      |
| 3962 Валяєв (Valyaev)                      | 1967 CC              | 8 лютого 1967     | КрАО                                 | Смирнова Тамара Михайлівна                                               |
| 3963 Параджанов (Paradzhanov)              | 1969 TP2             | 8 жовтня 1969     | КрАО                                 | Черних Людмила Іванівна                                                  |
| 3964 Данилевський (Danilevskij)            | 1974 RG1             | 12 вересня 1974   | КрАО                                 | Журавльова Людмила Василівна                                             |
| 3965 Конопльова (Konopleva)                | 1975 VA9             | 8 листопада 1975  | КрАО                                 | Черних Микола Степанович                                                 |
| 3966 Чередніченко (Cherednichenko)         | 1976 SD3             | 24 вересня 1976   | КрАО                                 | Черних Микола Степанович                                                 |
| 3967 Шехтелія (Shekhtelia)                 | 1976 YW2             | 16 грудня 1976    | КрАО                                 | Черних Людмила Іванівна                                                  |
| 3968 Коптєлов (Koptelov)                   | 1978 TU5             | 8 жовтня 1978     | КрАО                                 | Черних Людмила Іванівна                                                  |
| 3969 Россі (Rossi)                         | 1978 TQ8             | 9 жовтня 1978     | КрАО                                 | Журавльова Л.В.                                                          |
| 3970 Ерран (Herran)                        | 1979 ME9             | 28 червня 1979    | Астрономічна станція Серро Ель Робле | Карлос Торрес                                                            |
| 3971 Вороніхін (Voronikhin)                | 1979 YM8             | 23 грудня 1979    | КрАО                                 | Журавльова Людмила Василівна                                             |
| 3972 Річард (Richard)                      | 1981 JD3             | 6 травня 1981     | Паломарська обсерваторія             | Керолін Шумейкер                                                         |
| 3973 Огілві (Ogilvie)                      | 1981 UC1             | 30 жовтня 1981    | Сокорро (Нью-Мексико)                | Лоренс Тафф                                                              |
| 3974 Вервір (Verveer)                      | 1982 FS              | 28 березня 1982   | Станція Андерсон-Меса                | Едвард Бовелл                                                            |
| 3975 Верді (Verdi)                         | 1982 UR3             | 19 жовтня 1982    | Обсерваторія Карла Шварцшильда       | Ф. Бернґен                                                               |
| 3976 Ліз (Lise)                            | 1983 JM              | 6 травня 1983     | Станція Андерсон-Меса                | Норман Томас                                                             |
| 3977 Максін (Maxine)                       | 1983 LM              | 14 червня 1983    | Паломарська обсерваторія             | Керолін Шумейкер                                                         |
| 3978 Клепеста (Klepesta)                   | 1983 VP1             | 7 листопада 1983  | Обсерваторія Клеть                   | Зденька Ваврова                                                          |
| 3979 Брорсен (Brorsen)                     | 1983 VV1             | 8 листопада 1983  | Обсерваторія Клеть                   | Антонін Мркос                                                            |
| 3980 Гвездослав (Hviezdoslav)              | 1983 XU              | 4 грудня 1983     | Обсерваторія Клеть                   | Антонін Мркос                                                            |
| 3981 Стодола (Stodola)                     | 1984 BL              | 26 січня 1984     | Обсерваторія Клеть                   | Антонін Мркос                                                            |
| 3982 Кастель (Kastelʹ)                     | 1984 JP1             | 2 травня 1984     | КрАО                                 | Карачкіна Людмила Георгіївна                                             |
| 3983 Сакіко (Sakiko)                       | 1984 SX              | 20 вересня 1984   | Обсерваторія Клеть                   | Антонін Мркос                                                            |
| 3984 Шако (Chacos)                         | 1984 SB6             | 21 вересня 1984   | Обсерваторія Ла-Сілья                | Анрі Дебеонь                                                             |
| 3985 Рейбатсон (Raybatson)                 | 1985 CX              | 12 лютого 1985    | Паломарська обсерваторія             | Керолін Шумейкер                                                         |
| 3986 Рожковський (Rozhkovskij)             | 1985 SF2             | 19 вересня 1985   | КрАО                                 | Черних Микола Степанович                                                 |
| 3987 Вуєк (Wujek)                          | 1986 EL1             | 5 березня 1986    | Станція Андерсон-Меса                | Едвард Бовелл                                                            |
| 3988 1986 LA                               | 1986 LA              | 4 червня 1986     | Паломарська обсерваторія             | Е. Гелін                                                                 |
| 3989 Одін (Odin)                           | 1986 RM              | 8 вересня 1986    | Обсерваторія Брорфельде              | Поуль Єнсен                                                              |
| 3990 Хаймдал (Heimdal)                     | 1987 SO3             | 25 вересня 1987   | Обсерваторія Брорфельде              | Поуль Єнсен                                                              |
| 3991 Базилевський (Basilevsky)             | 1987 SW3             | 26 вересня 1987   | Станція Андерсон-Меса                | Едвард Бовелл                                                            |
| 3992 Вагнер (Wagner)                       | 1987 SA7             | 29 вересня 1987   | Обсерваторія Карла Шварцшильда       | Ф. Бернґен                                                               |
| 3993 Шорм (Sorm)                           | 1988 VV5             | 4 листопада 1988  | Обсерваторія Клеть                   | Антонін Мркос                                                            |
| 3994 Аяші (Ayashi)                         | 1988 XF              | 2 грудня 1988     | Станція Аясі обсерваторії Сендай     | Масахіро Коїсікава                                                       |
| 3995 Сакайно (Sakaino)                     | 1988 XM              | 5 грудня 1988     | YGCO (станція Тійода)                | Такуо Кодзіма                                                            |
| 3996 Фуґаку (Fugaku)                       | 1988 XG1             | 5 грудня 1988     | Обсерваторія Йорії                   | Масару Араї, Хіроші Морі                                                 |
| 3997 Таґа (Taga)                           | 1988 XP1             | 6 грудня 1988     | Обсерваторія Дінік                   | Ацуші Суґіе                                                              |
| 3998 Тедзука (Tezuka)                      | 1989 AB              | 1 січня 1989      | YGCO (станція Тійода)                | Такуо Кодзіма                                                            |
| 3999 Аристарх (Aristarchus)                | 1989 AL              | 5 січня 1989      | YGCO (станція Тійода)                | Такуо Кодзіма                                                            |
| 4000 Гіппарх (Hipparchus)                  | 1989 AV              | 4 січня 1989      | Обсерваторія Кушіро                  | Сейджі Уеда, Хіроші Канеда                                               |

| Астероїди 1—10000 → |           |           |           |           |           |           |           |           |            |
| 1—100               | 1001—1100 | 2001—2100 | 3001—3100 | 4001—4100 | 5001—5100 | 6001—6100 | 7001—7100 | 8001—8100 | 9001—9100  |
| 101—200             | 1101—1200 | 2101—2200 | 3101—3200 | 4101—4200 | 5101—5200 | 6101—6200 | 7101—7200 | 8101—8200 | 9101—9200  |
| 201—300             | 1201—1300 | 2201—2300 | 3201—3300 | 4201—4300 | 5201—5300 | 6201—6300 | 7201—7300 | 8201—8300 | 9201—9300  |
| 301—400             | 1301—1400 | 2301—2400 | 3301—3400 | 4301—4400 | 5301—5400 | 6301—6400 | 7301—7400 | 8301—8400 | 9301—9400  |
| 401—500             | 1401—1500 | 2401—2500 | 3401—3500 | 4401—4500 | 5401—5500 | 6401—6500 | 7401—7500 | 8401—8500 | 9401—9500  |
| 501—600             | 1501—1600 | 2501—2600 | 3501—3600 | 4501—4600 | 5501—5600 | 6501—6600 | 7501—7600 | 8501—8600 | 9501—9600  |
| 601—700             | 1601—1700 | 2601—2700 | 3601—3700 | 4601—4700 | 5601—5700 | 6601—6700 | 7601—7700 | 8601—8700 | 9601—9700  |
| 701—800             | 1701—1800 | 2701—2800 | 3701—3800 | 4701—4800 | 5701—5800 | 6701—6800 | 7701—7800 | 8701—8800 | 9701—9800  |
| 801—900             | 1801—1900 | 2801—2900 | 3801—3900 | 4801—4900 | 5801—5900 | 6801—6900 | 7801—7900 | 8801—8900 | 9801—9900  |
| 901—1000            | 1901—2000 | 2901—3000 | 3901—4000 | 4901—5000 | 5901—6000 | 6901—7000 | 7901—8000 | 8901—9000 | 9901—10000 |